# Graphidipus graphidiparia
Graphidipus graphidiparia är en fjärilsart som beskrevs av Charles Oberthür 1883. Graphidipus graphidiparia ingår i släktet Graphidipus och familjen mätare. Inga underarter finns listade i Catalogue of Life.